# Lovre Vulin
Lovre Vulin, (ur. 9 lutego 1984 w Pakoštane) – chorwacki piłkarz, występujący na pozycji lewego obrońcy. Jego atrybuty fizyczne to 188 cm i 81 kg.

## Kariera
Swoją karierę Vulin zaczynał w zespole Hajduka Split, w którym nie przebił się początkowo do składu. Przeszedł więc do drugoligowego wówczas zespołu NK Novalja w barwach którego w sezonie 2003/2004 wystąpił 13 razy, strzelając 1 gola.
Następnie Vulin przeszedł do drugoligowego NK Mosor, gdzie w pierwszym sezonie w 26 występach strzelił 4 gole, a w sezonie 2005/2006 w 8 meczach strzelił 1 gola. W styczniu 2006 został jednak zauważony przez wysłanników belgijskiego klubu Standard Liège. W Standardzie rozegrał 1 spotkanie i strzelił 1 bramkę. Standard wywalczył wicemistrzostwo Belgii i kwalifikację do Ligi Mistrzów.
W lipcu 2006 zawodnik podpisał kontrakt ze stołecznym zespołem FC Bruksela, jednak transfer finalnie nie doszedł do skutku i w sierpniu Vulin odszedł do niemieckiego klubu Carl Zeiss Jena, w którego rezerwach występował w sezonie 2006/2007. W sezonie 2007/2008 grał w węgierskim Zalaegerszegi TE, a następnie odszedł do Slovana Liberec.